# 3백공업
3백공업(三白工業) 또는 때때로 3백산업(三白産業)은 1950년대 당시 대한민국 공업의 3대 성장 부문인 제분, 제당, 면방직 공업을 이르는 말이다.

## 개요
제1공화국 정권 때 정부가 민간에게 매각한 귀속 재산을 시설 기반으로 하고 값싼 원조물자와 특혜 융자에 의존하면서 급격히 성장했다. 3백공업의 경영 특징은 원료 카르텔(원료 공동 구입체) 결성이었는데 이는 원료를 취득하는 과정에서 원료의 경쟁가격 형성을 지양하기 위함이었다.
1950년대 경제의 대표적인 특징인 원료 가공형 소비재 공업을 대표하는 이들 업종은 생산 원가 중에서 원료비가 차지하는 비율이 거의 90%에 이르렀던만큼 원료를 낮은 가격에 구입하는 것은 이윤 올리기에 결정적인 요인이 되었기 때문이다.
이렇게 결성된 한국제분공업협회, 대한제당협회, 대한방직협회 등은 업체의 신규 가입을 제한함으로써 원료를 독점하는 한편 공정 가격과 시장 가격간의 격차를 이용, 막대한 이윤을 거두어들였다. 한편 이들 업종은 원료의 배분에 있어서 보유시설 규모가 유력한 기준이었기 때문에 경쟁적으로 시설을 확대했고 1950년대 말에서 이르면서 시설 과잉 상태에 빠지게 되었다. 이러한 시설 확대 경쟁의 결과 각 산업에서 소수 기업이 시장을 독점적으로 지배하게 되었으나 1957년을 고비로 미국의 대외 원조 정책의 변화에 따른 원조 삭감으로 재벌 기업조차 생산이 정체되고 경제는 오랫동안 극심한 불황 상태에 빠지게 되었다.

## 참고 서적
- 《한국근대사사전》, 가람기획, 2005년

## 같이 보기
- 3분산업(三粉産業) - 시멘트, 비료, 밀가루